# Liparetrini
Liparetrini is een tribus uit de familie van bladsprietkevers (Scarabaeidae). 